# Mercedes-Benz OM611 e OM646
Le sigle OM611 ed OM646 identificano due motori Diesel strettamente imparentati tra loro e prodotti complessivamente dal 1998 al 2011 dalla Casa tedesca Mercedes-Benz.

## Profilo e caratteristiche

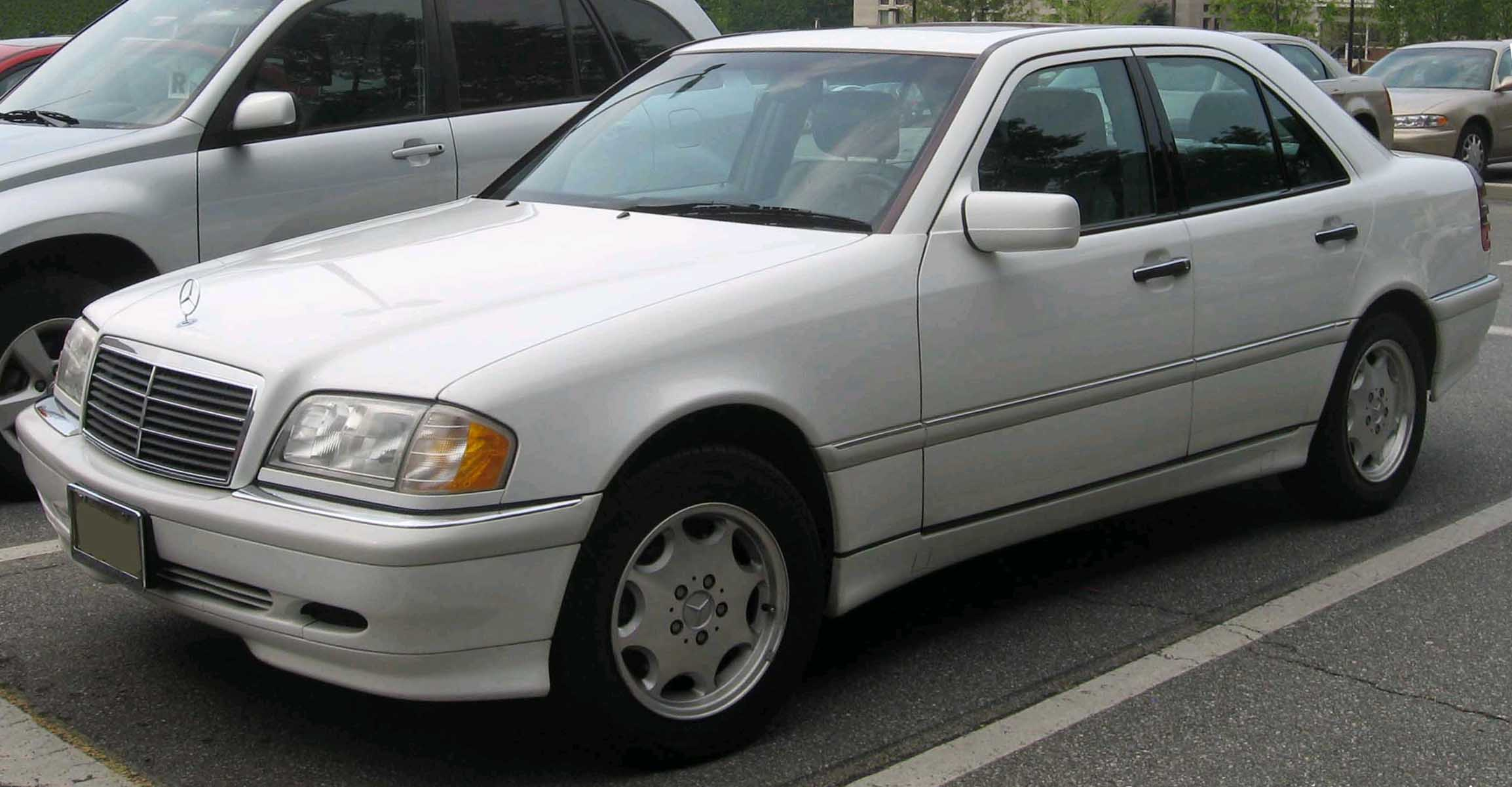
La Classe C W202 è stata la prima della Casa a montare un motore turbodiesel common rail

Questi due motori vanno considerati in primo luogo come uno stesso motore soggetto ad alcuni aggiornamenti nel corso del tempo. Per primo è stato introdotto il motore OM611, il primo Diesel Mercedes-Benz a montare l'alimentazione ad iniezione diretta del tipo common rail ed inoltre è stato il secondo common rail nella storia (il primo in assoluto è stato il 1.9 JTD Fiat). Nel giro di poco tempo, questo motore ha beneficiato di alcuni importanti aggiornamenti, primo fra tutti l'adozione di una turbina a geometria variabile. Successivamente, e precisamente nel 2003, è arrivato il motore OM646, praticamente lo stesso motore di prima, ma con altri significativi aggiornamenti tesi a minimizzare consumi ed inquinamento, salvaguardando o persino migliorando il rendimento e quindi le prestazioni. 

Vi sono stati diversi livelli di prestazioni per questi motori, in maniera tale da poter trovare applicazione su svariati modelli della Casa, compresi i mezzi commerciali. Fanno eccezione per i modelli più prestigiosi, per quelli di base e per i SUV e gli off-road.

Caratteristiche comuni ai due motori sono:
- architettura a 4 cilindri in linea;
- monoblocco in ghisa;
- testata in lega di alluminio;
- distribuzione a doppio asse a camme in testa;
- testata a quattro valvole per cilindro;
- alimentazione ad iniezione diretta di gasolio con tecnologia common rail;
- sovralimentazione mediante turbocompressore con intercooler.

Di seguito vengono descritti più in dettaglio i motori OM611 ed OM646.

### OM611

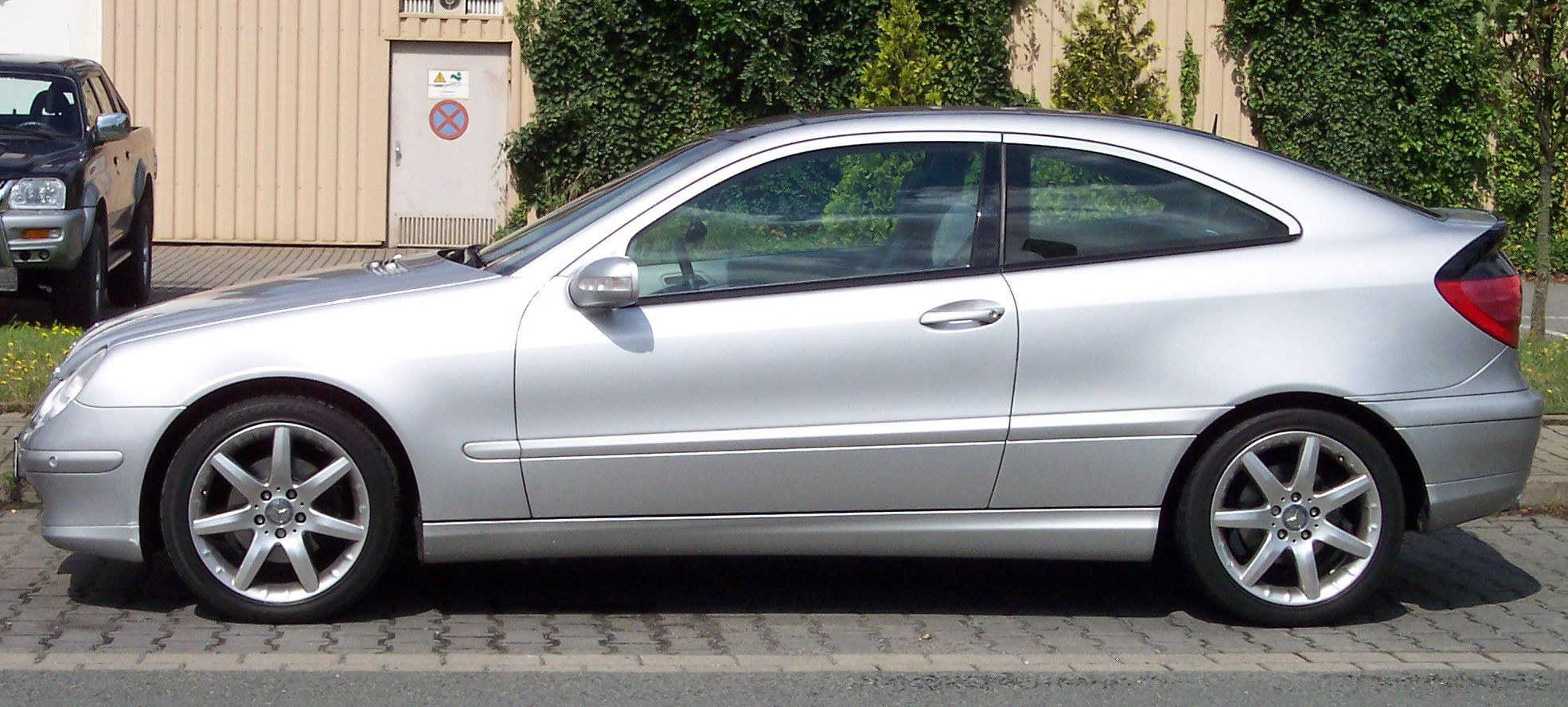
La 220CDI SportCoupé montava il motore OM611 da 143 CV

Il motore OM611, primo common rail Mercedes-Benz, era caratterizzato inizialmente da una cilindrata di 2151 cm³, data da misure di alesaggio e corsa pari ad 88x88.4 mm. Il motore era sovralimentato mediante turbocompressore con turbina a geometria fissa ed era stato proposto in due livelli di potenza, 102 e 125 CV. Circa un anno dopo il suo debutto, alcuni modelli hanno cominciato a montare un nuovo motore OM611, sottoposto a significativi aggiornamenti, il più importante dei quali è stato il passaggio alla turbina a geometria variabile, grazie al quale le due motorizzazioni sono passate rispettivamente a 115 e 143 CV, pur avendo decrementato il rapporto di compressione da 19 a 18:1. È stato anche migliorato il sistema di iniezione diretta, aumentando la pressione di alimentazione a 1350 bar. Infine, in quest'ultimo aggiornamento, la corsa dei cilindri è stata ridotta di 0,1 mm portando ad un lieve decremento di cilindrata, ora a 2148 cc. Il nuovo motore OM611 è stato in seguito diffuso anche in altri modelli della gamma.

Il motore OM611 è stato montato anche su alcuni mezzi commerciali e derivati, ma in versioni depotenziate, allo scopo di  privilegiarne il tiro in basso. Inoltre questo motore è stato montato anche sulla Chrysler PT Cruiser, in virtù dell'alleanza tra la Daimler-Benz e la Chrysler, che nel 1998 diede origine al gruppo DaimlerChrysler, scioltosi poi nel 2007.

A partire dal 2008 è stato introdotto il motore OM651 da 2,1 litri, che gradualmente, modello per modello, sostituirà i motori OM646, i quali scompariranno dalla scena nella primavera del 2011.

Nella seguente tabella vengono mostrate le principali caratteristiche ed applicazioni del motore OM611:
| Motore Mercedes-Benz OM611 |               |                          |                |                |                                   |                    |
| Versione                   | Cilindrata cc | Rapporto di compressione | Potenza CV/rpm | Coppia /Nm/rpm | Applicazioni                      | Anni di produzione |
| 1.                         | 2151          | 19                       | 82/3800        | 200/ 1500-2400 | Mercedes-Benz Vito 110 CDI W638   | 1999-03            |
| 2.                         | 2151          | 19                       | 102/4200       | 235/1500       | Mercedes-Benz C200 CDI W202/S202  | 1998-01            |
| 2.                         | 2151          | 19                       | 102/4200       | 235/1500       | Mercedes-Benz E200 CDI W210       | 1998-99            |
| 2.                         | 2151          | 19                       | 102/4200       | 235/1500       | Mercedes-Benz V220 CDI            | 1999-03            |
| 2.                         | 2151          | 19                       | 102/4200       | 235/1500       | Mercedes-Benz Vito 112 CDI        | 1999-03            |
| 3.                         | 2151          | 19                       | 125/4200       | 300/1800       | Mercedes-Benz C220 CDI W202/S202  | 1998-01            |
| 3.                         | 2151          | 19                       | 125/4200       | 300/1800       | Mercedes-Benz E220 CDI W210/S210  | 1998-99            |
| 4.                         | 2148          | 18                       | 116/4200       | 250/1400       | Mercedes-Benz C200 CDI W203/S203  | 2000-03            |
| 4.                         | 2148          | 18                       | 116/4200       | 250/1400       | Mercedes-Benz E200 CDI W210       | 1999-02            |
| 5.                         | 2148          | 18                       | 143/4200       | 315/1800       | Mercedes-Benz C220 CDI W203/S203  | 2000-03            |
| 5.                         | 2148          | 18                       | 143/4200       | 315/1800       | Mercedes-Benz E220 CDI W210       | 1999-02            |
| 5.                         | 2148          | 18                       | 143/4200       | 315/1800       | Mercedes-Benz C220 CDI SportCoupé | 2001-04            |
| 6.                         | 2151          | 19                       | 122/3800       | 300/1800       | Mercedes-Benz V220 CDI W638       | 1999-03            |
| 6.                         | 2151          | 19                       | 122/3800       | 300/1800       | Mercedes-Benz Vito 2.2 CDI W638   | 1999-03            |
| 6.                         | 2151          | 19                       | 122/3800       | 300/1800       | Chrysler PT Cruiser 2.2 CRD       | 2002-04            |

Sono esistite altre varianti depotenziate del motore OM611. Tali varianti erano basate sull'unità da 2148 cc ed erogavano rispettivamente 109 e 129 CV a 3800 giri/min, con valori di coppia massiam compresi tra 200 e 300 N·m. Tali varianti hanno trovato applicazione in alcune versioni dello Sprinter seconda serie.

### OM646

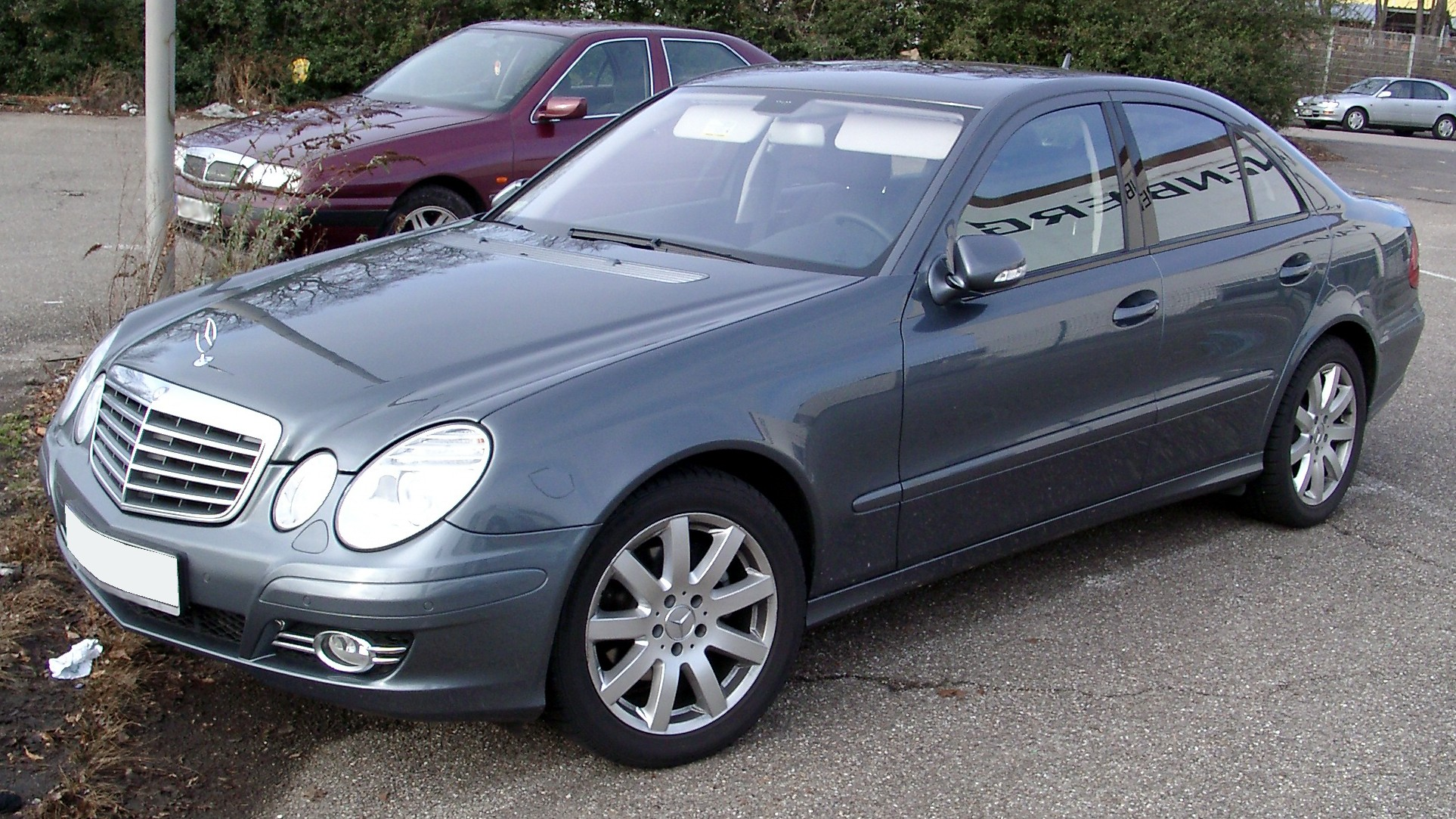
La Classe E W211 montava motori OM646 nei modelli E200 CDI ed E220 CDI

Introdotto nel 2003, il motore OM646 è la naturale evoluzione del motore OM611, dal quale differisce per l'aumento della pressione di sovralimentazione e di quella di alimentazione, passata da 1350 bar a 1600 bar. Inoltre sono stati adottati nuovi iniettori a sette fori in luogo di quelli a sei. 

Rimangono invariate la cilindrata e la presenza della turbina a geometria variabile. Anche in questo caso vi sono stati due livelli di potenza che sono andati a rimpiazzare i precedenti. Il motore OM646 è stato quindi inizialmente proposto nelle varianti da 122 e da 150 CV.
  Nel 2007 vi sono stati nuovi aggiornamenti: prima di tutto è stato ottimizzato il sistema di iniezione common rail. Inoltre sono stati montati un nuovo turbocompressore ed un nuovo intercooler, ottenuti modificando i precedenti. Sono stati adottati inoltre nuovi pistoni e nuove bielle, è stato migliorato il sistema di raffreddamento della testata ed è stato ridotto il rapporto di compressione da 18 a 17.5:1. Con queste nuove modifiche i due livelli di potenza sono ulteriormente migliorati, passando rispettivamente a 136 e 170 CV.

Anche in questo caso vi sono state varianti depotenziate, anche se non tutte erano riservate ai soli mezzi commerciali Mercedes-Benz. Se infatti da un lato, l'eterno, inossidabile Sprinter, ma anche il nuovo Vito W639 ed il suo omologo per uso privato, il Viano, hanno usufruito dei motori OM646 da 88, 109, 129 ed anche 150 CV, dall'altro lato una versione da 102 CV è stata montata su una versione della Mercedes-Benz C200 CDI riservata solo ad alcuni mercati, tra cui non figurava quello italiano. Vale la pena aggiungere che la versione da 150 CV è una novità per i mezzi commerciali e corrisponde all'unità OM646 da 150 CV regolarmente utilizzata anche per le normali autovetture e rimpiazzata in seguito con quella da 170 CV.

A partire dalla seconda metà del 2008 è stato introdotto il nuovo motore OM651 da 2,1 litri che nei primi mesi ha solo affiancato il motore OM646, per poi sostituirlo a partire dal 2009.

Di seguito vengono mostrate le principali applicazioni del motore OM646. Come già detto, sono tutte da 2148 cc, per cui in tabella non vi sarà alcuna distinzione tra varie cilindrate:
| Motore Mercedes-Benz OM646 |                          |                |                |                                            |                    |
| Versione                   | Rapporto di compressione | Potenza CV/rpm | Coppia /Nm/rpm | Applicazioni                               | Anni di produzione |
| 1.                         | 18                       | 122/4200       | 270/1600       | Mercedes-Benz C200 CDI W203/S203           | 2003-07            |
| 1.                         | 18                       | 122/4200       | 270/1600       | Mercedes-Benz E200 CDI W211                | 2003-06            |
| 1.                         | 18                       | 122/4200       | 270/1600       | Mercedes-Benz C200 CDI SportCoupé          | 2003-08            |
| 1.                         | 18                       | 122/4200       | 270/1600       | Mercedes-Benz CLC200 CDI                   | 2008-11            |
| 2.                         | 18                       | 150/4200       | 340/2000       | Mercedes-Benz C220 CDI W203/S203           | 2003-07            |
| 2.                         | 18                       | 150/4200       | 340/2000       | Mercedes-Benz E220 CDI W211/S211           | 2006-09            |
| 2.                         | 18                       | 150/4200       | 340/2000       | Mercedes-Benz C220 CDI SportCoupé          | 2003-08            |
| 2.                         | 18                       | 150/4200       | 340/2000       | Mercedes-Benz CLC220 CDI                   | 2008-11            |
| 2.                         | 18                       | 150/4200       | 340/2000       | Mercedes-Benz CLK220 CDI C209              | 2005-09            |
| 2.                         | 18                       | 150/4200       | 340/2000       | Chrysler PT Cruiser 2.2 CRD                | 2004-10            |
| 3.                         | 17.5                     | 136/3800       | 270/1600-3400  | Mercedes-Benz C200 CDI W204/S204           | 2007-09            |
| 3.                         | 17.5                     | 136/3800       | 270/1600-3400  | Mercedes-Benz C200 CDI BlueEfficiency W204 | 2008-09            |
| 3.                         | 17.5                     | 136/3800       | 270/1600-3400  | Mercedes-Benz E200 CDI W211                | 2007-09            |
| 4.                         | 17.5                     | 170/3800       | 400/2000       | Mercedes-Benz C220 CDI W204/S204           | 2007-09            |
| 4.                         | 17.5                     | 170/3800       | 400/2000       | Mercedes-Benz E220 CDI W211/S211           | 2007-09            |